# Emil Juracka
Emil Juracka (Vienna, 11 giugno 1912 – Toshchitsa, 21 febbraio 1944) è stato un pallamanista austriaco.

## Palmarès

### Olimpiadi
- Argento a Berlino 1936 nella pallamano.